# Фреда, Франко
Франко Фреда (итал. Franco Freda; 11 февраля 1941, Падуя), он же Франко Джорджио Фреда — итальянский политик-неофашист, публицист и издатель. Идеолог «наци-маоизма» и «морфологического расизма». Обвинялся в террористических актах, совершённых в эпоху Свинцовых семидесятых, осуждён за попытку воссоздания фашистской партии. Автор ряда резонансных текстов идеологической и политической публицистики.

## Идеолог революционного традиционализма
Родился в Падуе. С детства увлёкся политикой и проникся идеологией фашизма. Окончил юридический факультет Падуанского университета. Состоял в неофашистской партии Итальянское социальное движение (MSI), возглавлял падуанскую организацию неофашистского студенческого движения FUAN.
В 1963 Фреда вышел из MSI, посчитав партию недостаточно последовательной в фашизме, склонной к компромиссам с демократической республикой. Создал ультраправую традиционалистскую организацию Gruppo di Ar — «Группа Аr» («Духовное превосходство») и одноимённое издательство, пропагандировавшее идеи Юлиуса Эволы, Рене Генона, Фридриха Ницше, публиковавшее Mein Kampf (при этом популяризировал также работы Николая Рериха, которого ставил в один ряд с вышеназванными авторами).

Мы против политических партий и всякого рода парламентаризма. Политические партии бродят в сумерках демократии, являясь надёжным инструментом олигархических групп, и не могут принести никакой пользы нашему движению. Мы антидемократы. На совести капиталистической и большевистской демократий лежит ответственность за крушение политических и моральных ценностей Европы. Поэтому никаких игр в демократию мы не приемлем.

Мы против буржуазии: буржуазия уничтожает человеческий дух, заменяя его одержимостью бесполезной погони за материальными ценностями. Мы сторонники того стиля жизни, который нам не может дать ни одна партия, но только Порядок в идеях, Дружба в борьбе с системой, Единство без всякого различия.

Мы сторонники аристократизма, который радикально отвергает все уравнительские модели. Мы за иерархию органического общества. Мы за традицию, в которой аномальная экономика отступает перед героическими духовными ценностями Чести, Иерархии, Верности.

Декларация «Группы Аr»

Ортодоксально-традиционалистская идеология Ar была активно враждебна не только коммунизму, но и либерализму — как порождениям Иудеохристианства, Просвещения и Французской революции. Путём к построению традиционалистского органического общества Фреда считал фашистскую революционную борьбу, насильственное свержение финансово-бюрократической системы.

## Наци-маоистский интегратор
Важнейшей чертой идеологии Франко Фреды являлся синтез ультраправых и ультралевых идей, нацизма и маоизма. 17 августа 1969, на съезде праворадикального движения Европейский революционный фронт, Фреда презентировал свою книгу La disintegrazione del sistema — «Дезинтеграция системы», содержащую наиболее полное изложение его взглядов. В этой концепции сомкнулись самые крайние фашистские принципы (в нацистской версии, сходной с идеологией СС) и установки самого радикального коммунизма (в версии китайской «Культурной революции»). Доктрина получила название Nazi-maoismo — наци-маоизм. Тезисы «Дезинтеграции системы» впоследствии привлекали радикальные движения, по видимости далёкие от европейского неофашизма — типа никарагуанских сандинистов и иранских исламистов-хомейнистов.
Мировоззренческая система Франко Фреды рассматривалась как синтез Платона, Гитлера и Мао Цзэдуна. Подход Фреды идеологически обосновал смыкание ультрарадикалов с противоположных флангов в общей борьбе с либеральным государством и коммунизмом советского типа (которым в равной мере противостоял и маоистский режим). В маоизме неофашисты усматривали фундаментальную эстетическую близость: социальный динамизм, правление «красной аристократии», культ вождя, популистская риторика, революционное насилие как универсальный метод. Китайские концепции партизанской войны — адаптированные к условиям урбанизированной западной Европы — использовались Фредой при формулировании стратегии напряжённости, определившей политические процессы Свинцовых семидесятых.

В солдате политики чистота оправдывает жёсткость, альтруизм — каждый акт хитрости, внеличностный характер борьбы растворяет всякое моральное предубеждение.

Франко Фреда

Франко Фреда увлекался также идеями культурного и «морфологического» расизма, называл себя «этническим учёным». С «Группой Ar» аффилировался эзотерический кружок Aristocrazia Ariana — «Арийская аристократия».

Расизм — это не презрение к другим расам, но верность своей расе, конкретному порядку и образу жизни… Разнообразие культур связано с различиями между расами и нациями.

Франко Фреда

## Теоретик и практик стратегии напряжённости
В апреле 1968 года Франко Фреда в составе неофашистской молодёжной делегации посетил Грецию для обмена опытом с режимом «чёрных полковников». Итальянские ультраправые поставили перед собой задачу захвата власти. Их лидер князь Боргезе провозгласил лозунг «За Афинами — Рим!» — хотя радикалы, особенно молодые, считали греческий военный режим недостаточно последовательным в социальных преобразованиях:

Я был гостем новой Греции, вместе с сорока товарищами, в апреле 1968-го. И убедился: революции там не произошло. Но определённая социальная справедливость усилиями военных достигнута. Они могут быть полезны.

Марио Мерлино

Идеологически Франко Фреда заходил гораздо дальше «чёрных полковников», но считал военный переворот приемлемым методом первого этапа фашистской революции. В порядке подготовки к нему требовалось создание атмосферы напряжённости и перманентного политического насилия.
Ближайшими оперативно-политическими союзниками «Группы Ar» стали «Новый порядок» террориста Пьерлуиджи Конкутелли и Национальный фронт Валерио Боргезе. Первая организация провела ряд крупных террористических атак, вторая являлась политической базой военно-фашистского переворота, запланированного, но не удавшегося в конце 1970 года. С именем Фреды и его оперативного партнёра — неофашистского боевика Джованни Вентуры — связывался ряд силовых акций конца 1960-х — нападения на объекты системных левых партий, поджоги автомашин, взрывы на железных дорогах в августе 1969. Впоследствии эти обвинения были официально предъявлены Фреде при аресте и вынесены на суд.
Судебно-следственные органы подозревали Фреду и Вентуру в организации миланской «резни Пьяцца Фонтана» — 17 убитых, около 80 раненых — открывшей итальянскую «эпоху свинца» 12 декабря 1969. Первоначально в этом преступлении были обвинены анархисты, но вскоре основное подозрение перенеслось на ультраправых. 
С 1971 года Фреда находился под следствием и привлекался к судебной ответственности. Окончательно оправдан к 1987 году. В июне 2005 года кассационная инстанция Верховного суда вновь обвинила Франко Фреду в организации взрывов в Милане 12 декабря 1969. По мнению суда, теракт осуществила группа членов «Нового порядка» во главе с Фредой и Вентурой. Однако это решение носило лишь характер морального осуждения и исторической констатации, поскольку решение суда присяжных — в данном случае оправдательное — в Италии носит окончательный характер.

— Кто подложил бомбу на площади Фонтанов?

— После сорока лет выяснения администрацией, полицией, прокурорами, кинематографистами, литераторами, политиками вы спрашиваете об этом меня?

Франко Фреда в интервью 28 марта 2012

В 1982 Франко Фреда был также осуждён за создание «Группы Ar», в которой суд усмотрел подрывную фашистскую организацию (воссоздание фашистской партии с 1952 квалифицируется в Италии как тяжкое уголовное преступление).

## Национализм, расизм, осуждение
В 1990 Франко Фреда учредил Национальный фронт, программа которого основывалась на наци-маоизме и расизме. Движение подчёркивало необходимость защиты итальянской и европейской этнокультурной идентичности, противодействия миграционным потокам, противостояния «атаки на индоевропейцев». Идеология Фронта предполагала обособленное развитие рас, каждая из которых занимает в мире «достойное», но собственное место. Этот вид расизма не носил биологического характера, но исходил из культурной иерархии.

Каждая культура является символом группы людей, выражающим расовые и этнические настроения этой группы.

Франко Фреда

Национальный фронт был распущен правительственным решением в 2000 на основании закона от 25 июня 1993, запрещающего все виды нацистской и расистской пропаганды. Ещё раньше, в 1995, Франко Фреда и 48 других активистов предстали перед судом. В 1995 Фреда был приговорён к 6 годам лишения свободы за попытку воссоздания фашистской партии. Приговор был подтверждён судом присяжных, но срок сокращён до 3 лет.

## Семейная жизнь издателя-идеолога
С 1999 Франко Фреда проживает в городе Авеллино в старом доме своего отца. Его жена Анна Валерио (родилась через десять лет после теракта на площади Фонтанов) происходит из семьи левых антифашистов. Имеет двоих детей. 
По-прежнему руководит издательством Edizioni di Ar. Время от времени — довольно редко — выступает публично.
Франко Фреда может считаться одним из трёх ведущих идеологов итальянского неофашизма — наряду с Пино Раути (с которым был близок идейно и связан политически) и Марио Мерлино.